# Elizabeth Nyamayaro
Elizabeth Nyamayaro là một nhà khoa học chính trị và cố vấn cấp cao cho Tổng thư ký và Giám đốc điều hành cho Phụ nữ Liên Hợp Quốc. Nyamayaro cũng là người đứng đầu HeForShe, một phong trào được thành lập bởi UN Women để trao quyền cho tất cả mọi người, đặc biệt là nam giới và các cậu bé, để họ có tiếng nói và hành động để đạt được bình đẳng giới trong cuộc đời của họ.
Nyamayaro có mẹ người Zambia và là một trong bốn đứa con. Cô được bà ngoại nuôi ở một ngôi làng ở Zimbabwe với nhiều dân làng bị nhiễm HIV và gặp nạn đói. Thay vì đi học, cô đã làm công việc nhà và phải tìm thức ăn bất cứ nơi nào cô có thể. Sau một đợt hạn hán vào thập niên 80, ngôi làng của cô đã trở nên nổi tiếng, Nyamayaro được gặp UNICEF lần đầu tiên. Đây là lần đầu tiên nạn đói xảy ra trong cộng đồng của cô và cô được hưởng lợi từ những nhân viên cứu trợ của U.N. khi họ thỉnh thoảng cho cô ăn. Sau trải nghiệm đó, mục tiêu của cô đã trở thành được làm việc cho Liên Hợp Quốc và giúp đỡ và nâng đỡ những người khác như cách cô đã từng được giúp đỡ. Sau nạn đói đầu tiên, gia đình cô bị chia cắt và cô ở lại với bà ngoại trong khi cha mẹ, anh trai và hai chị em của cô đến thủ đô Harare để tìm việc làm và cơ hội. Khi cô 10 tuổi, dì của cô có đủ tiền để đưa cô đến thủ đô Harare và theo học một trường tư thục với những đứa trẻ người Anh. Đây là lần đầu tiên cô được đến trường. Đây là một thời điểm quyết định trong cuộc sống của cô khi cô trải qua sự bất bình đẳng lần đầu tiên bởi vì cô không hòa nhập được với trường học nhưng cô cũng cảm thấy ưu việt hơn so với trẻ em ở ngôi làng của mình khi cô đã được giáo dục cao hơn.